# أليسيا إيفا
أليسيا إيفا (بالإنجليزية: Alicia Eva)‏ هي لاعبة كرة قدم أسترالية أسترالية، ولدت في 4 فبراير 1991.

## وصلات خارجية
- أليسيا إيفا على موقع AustralianFootball.com (الإنجليزية)